# Alternochelata
Alternochelata is een geslacht van kreeftachtigen uit de klasse van de Ostracoda (mosselkreeftjes).

## Soorten
- Alternochelata lizardensis Kornicker, 1982
- Alternochelata nealei Kornicker & Caraion, 1978
- Alternochelata polychelata (Kornicker, 1958) Kornicker & Caraion, 1978
- Alternochelata sikorai Kornicker, 1983